# Usnesení (soud)
Usnesením rozhoduje soud tam, kde nerozhoduje rozsudkem. Tedy především v procesních záležitostech, jako je zahájení řízení, podmínky řízení, odmítnutí, změna nebo zpětvzetí návrhu účastníka řízení, přerušení i zastavení řízení nebo náhrada nákladů řízení. Také se jím ale schvaluje soudní smír nebo nařizuje výkon rozhodnutí. 
Usnesení nemusí být vždy vyhotoveno písemně, v takovém případě však musí být vždy vyhlášeno přítomným účastníkům řízení. Nevyhlašuje se, pokud se činí mimo soudní jednání za neúčasti osob, jichž se dotýká, pak je ale třeba jim doručit jeho písemné vyhotovení. Pokud je písemné, musí obsahovat označení soudu a účastníků řízení, výrok, poučení o opravném prostředku, datum a místo vydání. Usnesení nemusí vždy obsahovat odůvodnění. Jestliže by se v něm vyskytly nějaké písařské chyby, mohou být vždy dalším usnesením opraveny.
Vykonatelnost usnesení se neváže vždy na jeho právní moc, ta může nastat ještě dříve, např. už jen doručením účastníkům řízení, případně uplynutím lhůty k plnění. Soud navíc není usnesením vázán, pokud jím jen upravuje vedení řízení.